# نوک‌خاری زرد
نوک‌خاری زرد (نام علمی: Acanthiza nana) نام یک گونه از سرده نوک‌خاری است.